# Ficus nana
Ficus nana är en mullbärsväxtart som beskrevs av Edred John Henry Corner. Ficus nana ingår i släktet fikonsläktet, och familjen mullbärsväxter. Inga underarter finns listade i Catalogue of Life.